# Jareb Dauplaise

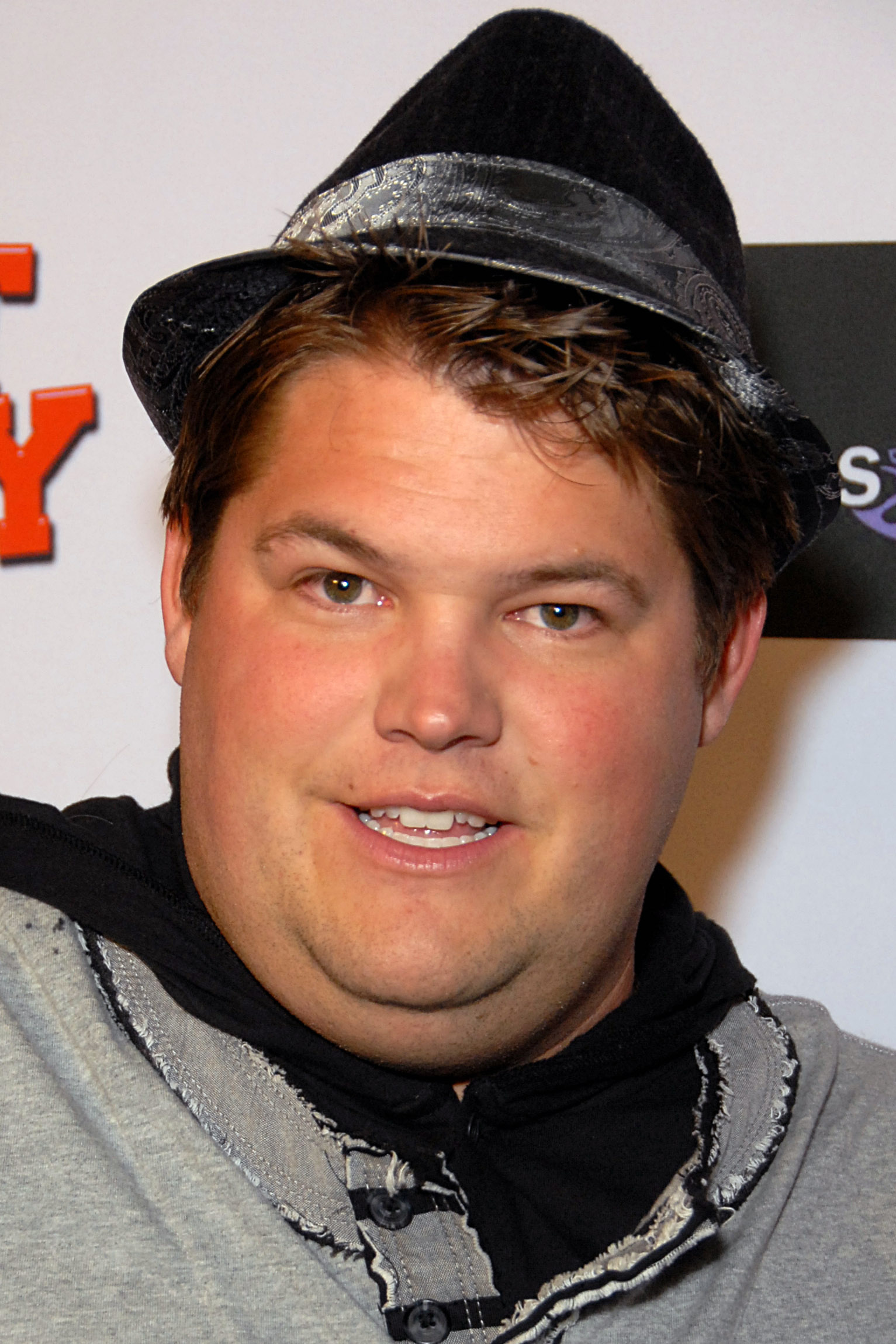
Jareb Dauplaise im Dezember 2009

Jareb Dauplaise (* 18. März 1979 in Melbourne, Florida) ist ein US-amerikanischer Schauspieler. 

## Biografie
Jareb Dauplaise besuchte die Florida School of Arts in Palatka.
Dem deutschen Publikum wurde er vor allem durch seine Rolle als Miles, in der Comedyserie The Hard Times of RJ Berger bekannt, die vom 22. August 2010 bis zum 31. Mai 2011 auf MTV ausgestrahlt wurde.

## Filmografie

### Filme
- 2002: Night Terror
- 2003: Double Deuce
- 2007: Lipshitz Saves the World
- 2007: Fantastic Movie
- 2007: Dark Mirror
- 2008: Meine Frau, die Spartaner und ich
- 2008: Daydreams
- 2008: Drillbit Taylor – Ein Mann für alle Unfälle
- 2009: My Big Fat Greek Summer
- 2009: Transformers – Die Rache
- 2009: The Prankster
- 2009: College Animals 4 (Frat Party)
- 2010: Cougar Hunting

### Fernsehserien
- 2006: Jake in Progress
- 2006: Entourage
- 2007: Hotel Zack & Cody
- 2007: Monk
- 2008: Emergency Room – Die Notaufnahme
- 2009: Zeke und Luther
- 2009: Blimp Prom
- 2010: Breaking In
- 2010–2011: The Hard Times of RJ Berger (24 Episoden)
- 2016: The Big Bang Theory (Fernsehserie, Episode 10x06)